# مطبعه سنگی علمیه
مطبعه سنگی علمیه یکی از چاپخانههای سنگی تبریز است که به‌وسیله حاج زین العابدین که به نام حاجی حاج آقا علمیه مشهور بود (نوه حاج میرزا زین العابدین تبریزی) در سال ۱۲۹۰ هجری شمسی تأسیس یافته و این مطبعه در چاپ کتب مختلف خدمات مهمی انجام داده‌است.